# Lucacevăț
Lucacevăț románul: Lucacevăț, falu Romániában, a Bánságban, Krassó-Szörény megyében.

## Fekvése
Szikesfalu közelében fekvő település.

## Története
Lucacevăţ korábban Szikesfalu (Sicheviţa) része volt. 1956-ban vált külön 75 lakossal.
Lucacevăţnak 1966-ban 84, 1977-ben 66, az 1992-es népszámláláskor pedig 43 román lakosa volt.